# Boechera rollinsiorum
Boechera rollinsiorum är en korsblommig växtart som beskrevs av Windham och Al-shehbaz. Boechera rollinsiorum ingår i släktet indiantravar, och familjen korsblommiga växter. Inga underarter finns listade i Catalogue of Life.